# Camellia cordifolia
Camellia cordifolia là một loài thực vật có hoa trong họ Theaceae. Loài này được (Metcalf) Nakai mô tả khoa học đầu tiên năm 1940.